# Arkadij Volodos'
Arkadij Arkad'evič Volodos' (Leningrado, 24 febbraio 1972) è un pianista russo.
Noto per il suo repertorio virtuosistico, è uno dei più grandi interpreti dei brani di Liszt e di Rachmaninov.

## Biografia
Comincia a studiare canto, seguendo le orme dei genitori, anch'essi cantanti, ma più tardi cambierà strada mentre frequenta la scuola Capilla M. Glinka. Anche se comincia a suonare il pianoforte all'età di 8 anni, comincerà a studiare seriamente lo strumento nel 1987 al Conservatorio di San Pietroburgo con Leonid Sintsev. La sua formazione si sviluppa al Conservatorio di Mosca sotto la guida di Galina Egiazarova. Volodos ha anche studiato al conservatorio di Parigi con Jacques Rouvier. A Madrid, studia alla Escuela Superior de Música Reina Sofía con Dimitri Bashkirow.
Nonostante la breve formazione di studi, Volodos è diventato rapidamente uno dei più importanti pianisti del mondo.

## Trascrizioni famose
Volodos viene considerato il moderno Horowitz, con la sua strabiliante abilità tecnica e la sua capacità nei brani notoriamente difficili. Esempio più famoso è il suo arrangiamento del Rondò "Alla turca" di Mozart, dove i movimenti parafrasati richiedono particolare abilità all'esecutore, che deve esibirsi in una melodia e una contro melodia con la mano destra, accordi larghi e grandi salti con la mano sinistra. Altra trascrizione famosa è il suo arrangiamento della Polka italiana: un duetto poco famoso scritto da Sergei Rachmaninov; nonostante si richieda, appunto, un duetto, Volodos è in grado di esibirsi perfettamente in entrambe le parti da solo a una notevole velocità ritmica. È anche conosciuto per aver riportato alle luci la trascrizione di Horowitz della Carmen, opera di Bizet, e le Rapsodie ungheresi n. 2 e n. 15 di Liszt.

## Discografia
- Volodos, Piano Transcriptions (1997)
- Volodos, Live at Carnegie Hall (registrato il 21 ottobre 1998, pubblicato nel 1999)
- Rachmaninov - Piano Concerto No. 3 & Solo Piano Works (2000)
- Schubert - Piano Sonatas (2002)
- Tchaikovsky - Piano Concerto No. 1 / Rachmaninoff - Solo Piano Works (2003)
- Volodos plays Liszt (2007)
- "Volodos plays Mompou" (2013)

## Riconoscimenti
- Volodos ha ricevuto l'"ECHO Klassik" come miglior musicista del 2003.